# Tour des Abruzzes
Pour les articles homonymes, voir Abruzzo.
Le Tour des Abruzzes (en italien : Giro d'Abruzzo) est une course cycliste par étapes italienne disputée dans les Abruzzes. Créé en 1961, il était réservé aux amateurs jusqu'en 1995. Il a intégré le calendrier de l'Union cycliste internationale en 1996 en catégorie 2.5, puis l'UCI Europe Tour en 2007, en catégorie 2.2. Il n'a pas été disputé en 2005 et 2006.
Alors qu'elle n'est plus organisée depuis l'édition 2007, la course refait surface en 2024 en catégorie 2.1, organisée par RCS Sport, aux dates prévues initialement prévues pour le Tour de Sicile.

## Palmarès
| Année     | Vainqueur             | Deuxième           | Troisième             |             |
| --------- | --------------------- | ------------------ | --------------------- | ----------- |
| 1961      | Mario Zanchi          |                    |                       |             |
| 1962      | Primo Nardello (it)   |                    |                       |             |
| 1963      | Fabrizio Carloni      |                    |                       |             |
| 1964      | Giancarlo Massari     |                    |                       |             |
| 1965      | Giancarlo Polidori    |                    |                       |             |
| 1966      | Luigi Sgarbozza       |                    |                       |             |
| 1967      | Antonio Fradusco      | Giuseppe Coppola   | Luciano Frezza        |             |
| 1968      | non disputé           | non disputé        | non disputé           | non disputé |
| 1969      | Angelo Bassini        | Wilmo Francioni    | Renzo Panicagli       |             |
| 1970      | Paolo Battistacci     | Renzo Pennesi      | Antonio Fradusco      |             |
| 1971      | Luciano Mencuccini    |                    |                       |             |
| 1972      | Palmiro Masciarelli   |                    |                       |             |
| 1973-1978 | non disputé           | non disputé        | non disputé           | non disputé |
| 1979      | Giovanni Bino         |                    |                       |             |
| 1980      | Fausto Stiz           |                    |                       |             |
| 1981      | Maurizio Viotto       |                    |                       |             |
| 1982      | Sergueï Voronine      | Sergueï Prybil     | Francesco Cesarini    |             |
| 1983      | Philippe Le Peurien   | Francesco Cesarini | Tullio Cortinovis     |             |
| 1984      | Tullio Cortinovis     | Francesco Cesarini | Stefano Bizzoni       |             |
| 1985      | Enrico Galleschi      |                    |                       |             |
| 1986      | Luigi Botteon (it)    |                    |                       |             |
| 1987      | Angelo Gelfi          |                    |                       |             |
| 1988      | Moreno Picchiò        |                    |                       |             |
| 1989-1992 | non disputé           | non disputé        | non disputé           | non disputé |
| 1993      | Maurizio Frizzo       | Roberto Dal Sie    | Stefano Checchin      |             |
| 1994      | Filippo Casagrande    | Oscar Pozzi        | Francesco Secchiari   |             |
| 1995      | Pasquale Braido       | Andrea Zatti       | Renato Poli           |             |
| 1996      | Andrea Zatti          | Oscar Pozzi        | Isidoro Colombo       |             |
| 1997      | Fabio Balzi           | Cristian Moreni    | Maurizio Vandelli     |             |
| 1998      | Francesco Secchiari   | Stefano Faustini   | Isidoro Colombo       |             |
| 1999      | Cristian Gasperoni    | Danilo Di Luca     | Giorgio Feliziani     |             |
| 2000      | Daniele De Paoli      | Vladimir Douma     | Giuseppe Palumbo      |             |
| 2001      | Danilo Di Luca        | Saša Gajičić (de)  | Roberto Petito        |             |
| 2002      | Aliaksandr Kuschynski | Alessio Ciro       | Luigi Buonfrate       |             |
| 2003      | Oscar Mason           | Denis Lunghi       | Michele Scarponi      |             |
| 2004      | Aliaksandr Kuschynski | Valter Bonca       | Domenico Quagliarella |             |
| 2005-2006 | non disputé           | non disputé        | non disputé           | non disputé |
| 2007      | Luca Ascani           | Ivan Fanelli       | Davide Tortella       |             |
| 2008-2023 | non disputé           | non disputé        | non disputé           | non disputé |
| 2024      | Alexey Lutsenko       | Pavel Sivakov      | George Bennett        |             |
| 2025      | Georg Zimmermann      | David de la Cruz   | Pablo Torres Arias    |             |